# 北条庄三郎
北条 庄三郎（ほうじょう しょうさぶろう、生没年不詳）は、戦国時代から江戸時代前期にかけての人物。後北条氏の一族。北条氏邦の四男。祖父は北条氏康。少三郎とも表記される。

## 生涯
北条氏邦の四男。三男の光福丸が天正15年（1587年）生まれなので、少なくともそれ以降の生まれとなる。
最初は京都紫野大徳寺で喝食となっていた（『 利家夜話』『京大坂之御道者之賦日記』）。慶長2年（1597年）に父・氏邦が死去すると、氏邦を預かっていた前田利家は庄三郎を召し出して元服させ、氏邦の家督と遺領1000石を相続させた。通称も采女と改めさせ、甥の前田慶次郎（前田利太）の娘を妻に迎えさせた（『温故集録』）。
元和年間から寛永年間にかけての頃に死去し、家督は子の主殿介が継承した。